# トネール (ヨンヌ県)
トネール （Tonnerre）は、フランス、ブルゴーニュ＝フランシュ＝コンテ地域圏、ヨンヌ県のコミューン。

## 地理

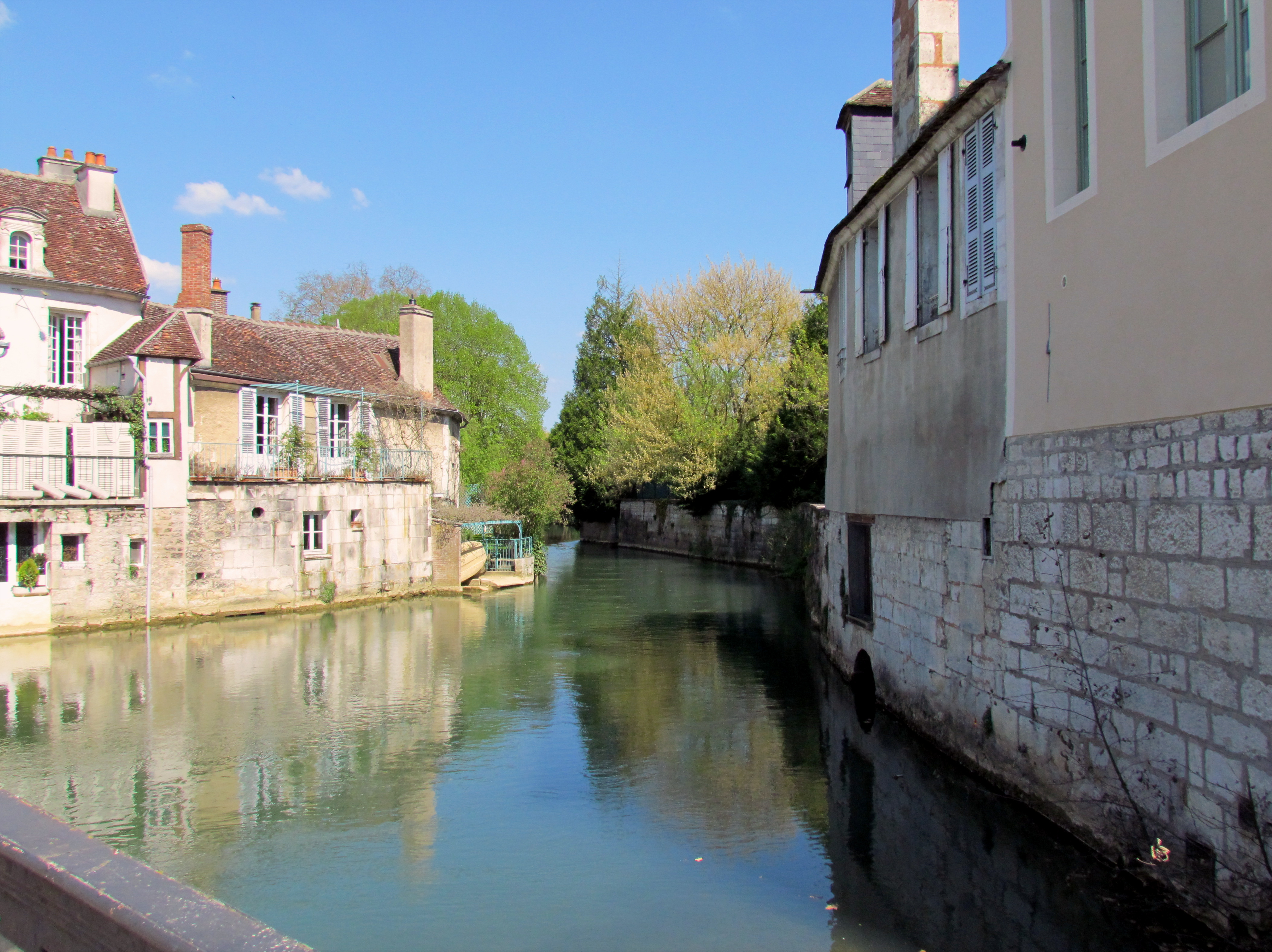

町をブルゴーニュ運河が横切る。また、以下の道路が交差する。県道965号線は、35km西のオセールと65km北のトロワをつなぐ軸である。県道905号線は、70km北西のサンスと125km南東のディジョンとを結ぶ軸である。

## 歴史
ローマ時代、トネールの地はトルノドゥルム（Tornodurum）と呼ばれていた。ここはガリア系のリンゴネス族の要塞であり、Pagus tornodorensisの首都であった。パリとディジョンを結ぶ交差点となっているアルマンソン川谷の中でトネール伯領が創設された当時、フランス王はブルゴーニュ公国を我が物にせんと狙っていた。
トネールの語源はケルト時代にさかのぼるTornである。これは無名の、地元で信仰されていた神にちなんでいる。他に関連するのは、要塞を意味するDourosである。この語は『川のそばの地』を意味するDourに関連する。3つの解決策を1つにすることも可能である。
- 神聖視された地 - 1782年、外から隠されていない空洞で、神への崇拝に関連した武器や装飾品、硬貨や宝石が見つかった。
- トネールの地にあった要塞は、ベランの山と古い城の間に位置し、ここからは多くの古代遺跡が見つかっている
- 神聖視された水源に関しては、まぎれもなく明らかにフォス・ディオンヌというカルスト泉を示している。

トネールは10世紀半ばからトネール伯の本拠地だった。それは広大なラングル司教区の西端を担っていた。トネール伯家の幾人からが教区の長となった。
百年戦争の第二期、トネール伯はブルゴーニュ公妃の名誉ある娘であった。ジャン無怖公は、このことを口実にトネール伯との戦いに飛び込んだのである。両者の力は不均衡であったにもかかわらず、トネール伯は破滅を遅らせることができた。しかしこの戦いの代償は絶望的なものだった。トネールは荒廃し、ブルゴーニュ公領となった。
1800年から1926年まで、トネールはトネール郡の郡庁所在地だった。

## 史跡
- フォス・ディオンヌ - ヴォクリューズ川の水源の1つ。18世紀に泉を囲むように円形の洗濯場が設置された。泉の水の色はエメラルド・グリーンである。この場所は古代の神ディヴォナ（Divona）に捧げられていた。ディヴォナとは『神聖なもの』を意味し、進化してディオンヌ（Dionne）となった。
- オテル・デュー・ド・トネール - 1293年にマルグリット・ド・ブルゴーニュ＝トネールが創設。わずか3年で建てられた、中世フランスにおける最古で最大の病院の1つ。
- サン・ピエール教会
- ユゼス邸 - シュヴァリエ・デオン誕生の地。1879年より貯蓄銀行が所有。

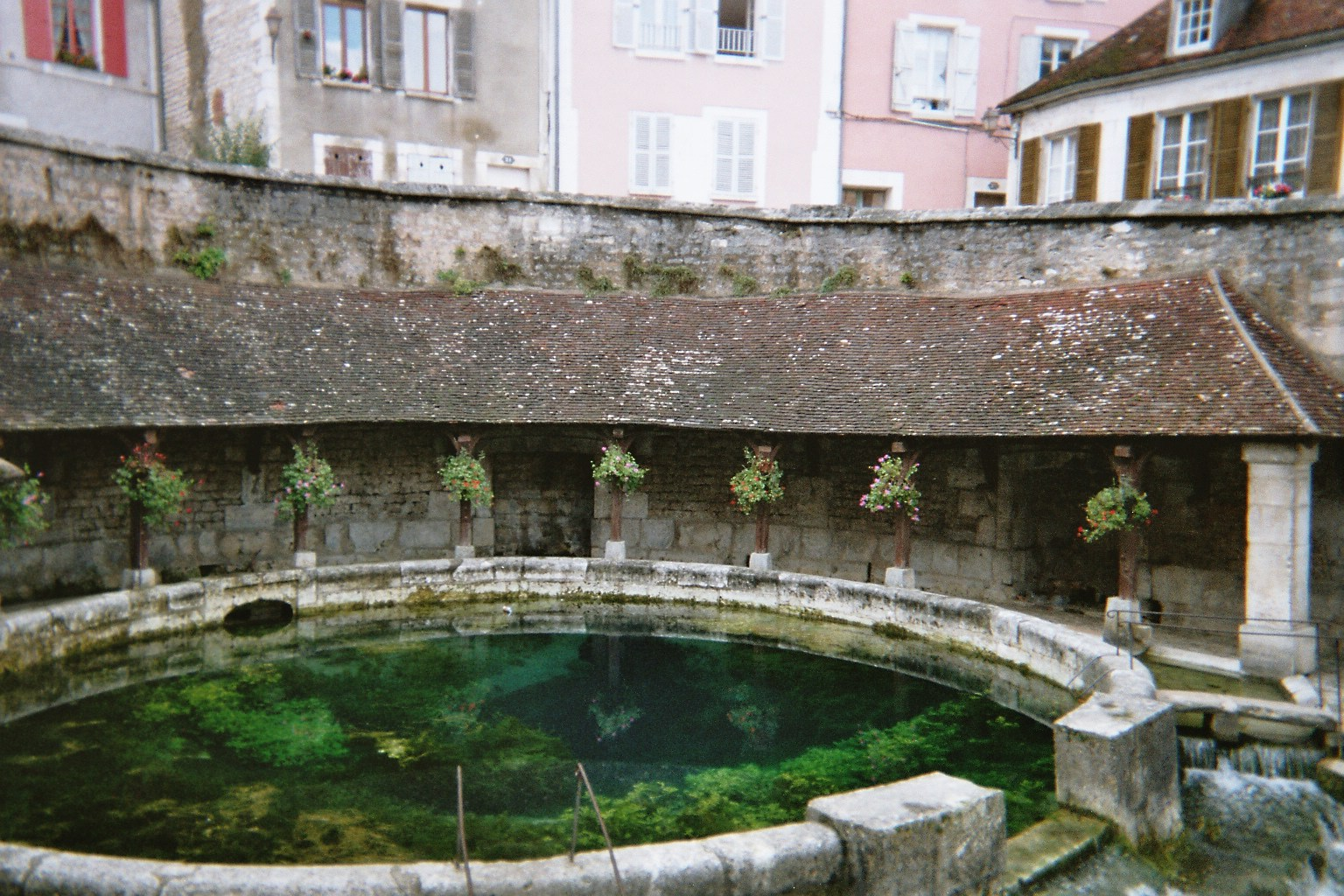
フォス・ディオンヌ
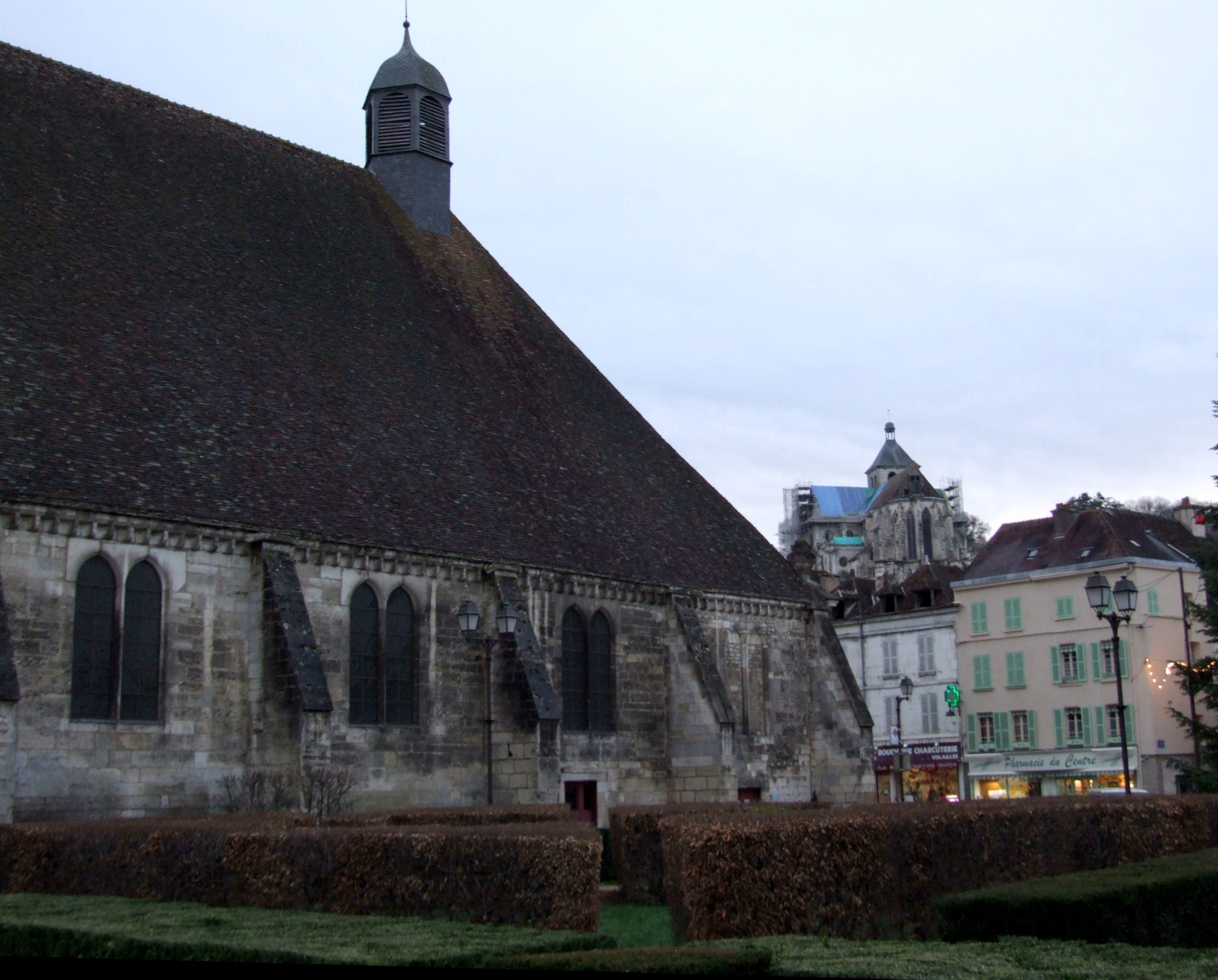
オテル・デュー

## 人口統計
| 1962年 | 1968年 | 1975年 | 1982年 | 1990年 | 1999年 | 2006年 | 2011年 |
| ------ | ------ | ------ | ------ | ------ | ------ | ------ | ------ |
| 5592   | 5834   | 6336   | 6007   | 6008   | 5979   | 5322   | 5235   |

参照元:1999年までEHESS、2004年以降INSEE

## 著名な出身者
- シュヴァリエ・デオン

## 姉妹都市
- モンタバウアー、ドイツ
- ニーナフ、アイルランド
- ドブジシュ、チェコ共和国